# Jordi Cruz

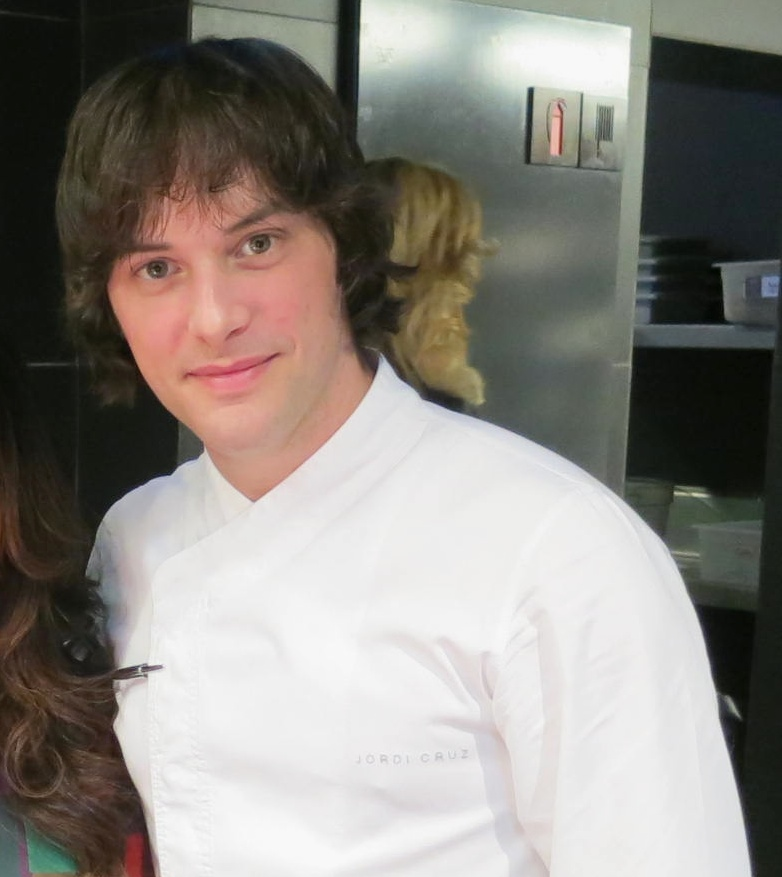
Jordi Cruz (2013)

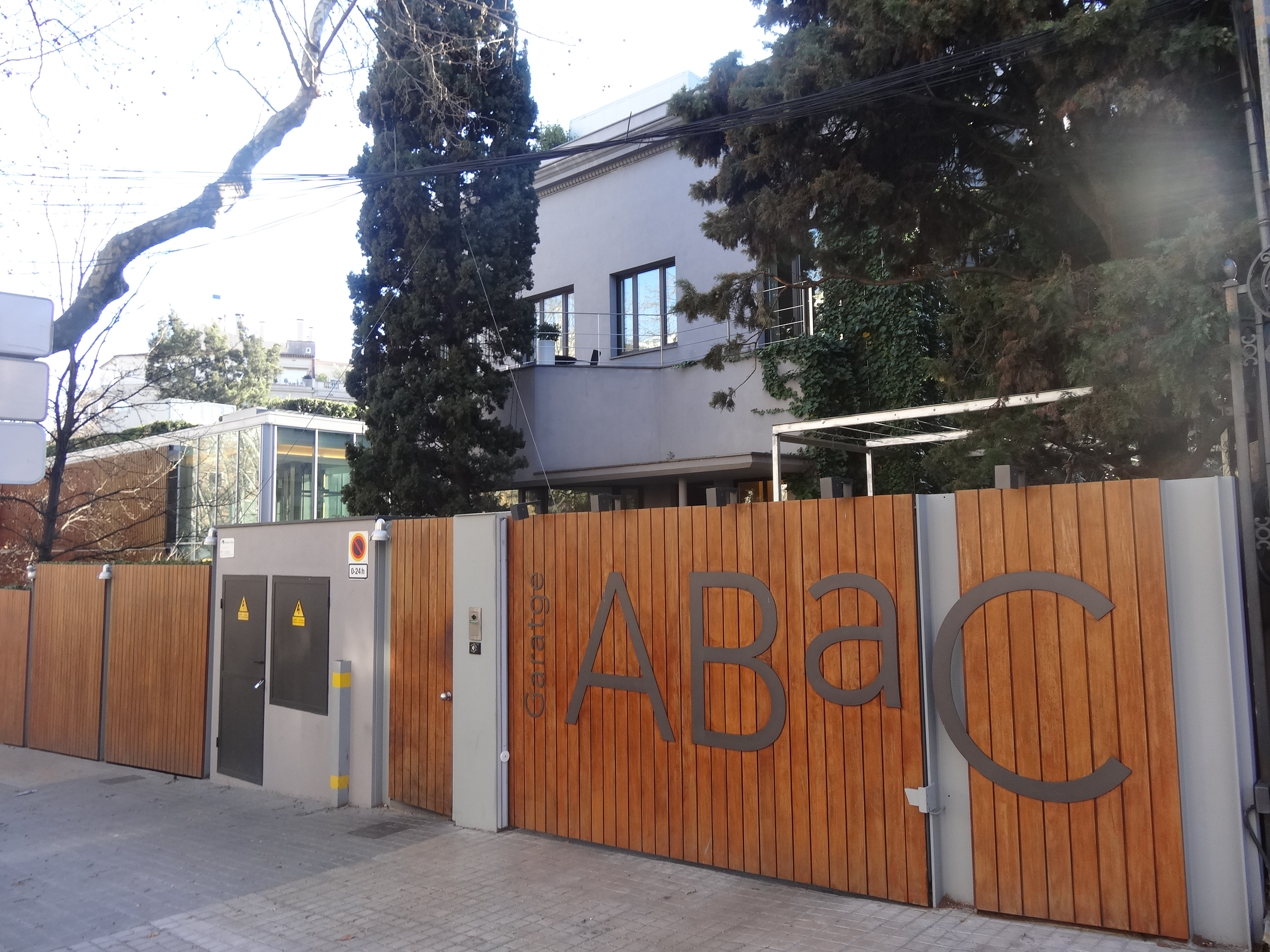
Restaurant ABaC

Jordi Cruz Mas (* 29. Juni 1978  in Manresa) ist ein spanischer Koch.

## Werdegang
Nach der Ausbildung an der Manresa School of Hospitality kochte er im Restaurant Estany Clar in der nördlichen Provinz Barcelona, das 2004 mit einem Michelinstern ausgezeichnet wurde.
Im Dezember 2007 wurde er Leiter und Küchenchef des Restaurants L'Angle des Hotels Món Sant Benet in San Fructuoso de Bages, das 2008 ebenfalls einen Michelin-Stern erhielt.
Seit Mai 2010 gehört er zum Management des ABaC Restaurant & Hotel. Das Restaurant ABaC wurde 2017 mit drei Michelinsternen ausgezeichnet.
Seit 2013 stellt er zusammen mit Pepe Rodríguez und Samantha Vallejo-Nágera die Jury des Fernsehprogramms MasterChef.
2014 erschien er auf dem Cover von Men’s Health, nachdem er – dem Training und der Diät der Zeitschrift folgend – neun Kilogramm Gewicht verloren hatte.

## Auszeichnungen
- 2004: Ein Stern im Guide Michelin für das Restaurant Estany Clar
- 2008: Ein Stern im Guide Michelin für das Restaurant L'Angle
- 2017: Drei Sterne im Guide Michelin für das Restaurant ABaC